# افسانه آفرینش
افسانهٔ آفرینش نمایشنامه ای است کوتاه در سه پرده از صادق هدایت نویسنده نامدار ایرانی و جزو کتاب‌های ممنوعه در ایران که با نظر نویسنده توسط دکتر حسن شهید نورایی در پاریس و در سال ۱۳۲۵ در نسخه‌های محدودی به چاپ رسید. 
تاریخ نگارش این نمایشنامه سال ۱۳۰۹ می باشد و بی تردید قصد نویسنده این بوده که آفرینش و نحوه تشکیل ان را از دیدگاه ادیان سامی با استفاده از زبان طنز به باد انتقاد بگیرد؛ که تقریباً هیچ عضوی از آفرینش، از خدا و فرشتگان گرفته تا شیطان را از قلم نیشدار خود در امان نمی‌گذارد. نمایشنامه با عشق زمینی آدم و حوا پایان می‌پذیرد.
بازیگران این خیمه‌شب‌بازی عبارت اند از: خالق اف، جبرائیل پاشا، میکائیل افندی، ملا عزرائیل، اسرافیل بیک، مسیو شیطان، بابا آدم، ننه حوا، حوری‌ها، غلمان‌ها، فیل، شتر مرغ و ... . بر روی جلد اول کتاب این بیت از حافظ به چشم می‌خورد:
پیر ما گفت خطا بر قلم صنع نرفت / آفرین بر نظر پاک خطا پوشش باد